# Jiří Prchal
Jiří Prchal (* 19. August 1948; † 9. September 1994) war ein tschechoslowakischer Radrennfahrer und nationaler Meister im Radsport.

## Sportliche Laufbahn
Prchal war Teilnehmer der Olympischen Sommerspiele 1972 in München. Im olympischen Straßenrennen kam er beim Sieg von Hennie Kuiper auf den 18. Rang.
1968, 1969 und 1975 wurde er jeweils Dritter der Tour de Bohemia. 1972 wurde er hinter Miloš Hrazdíra Zweiter in diesem Etappenrennen. 1974 wurde er Zweiter hinter Jiří Bartolšic, 1976 wiederum Zweiter hinter Zdenĕk Janda.
1971 siegte er in der Punktewertung im Milk Race. In der Internationalen Rheinland-Pfalz-Rundfahrt 1974, im Milk Race 1976 und der Tour de Bohemia 1976 holte er Etappensiege. 1977 gelangen ihm zwei Etappenerfolge in der Österreich-Rundfahrt.  1975 gewann er die nationale Meisterschaft im Mannschaftszeitfahren.
Die Internationale Friedensfahrt bestritt Prchal zweimal. 1970 wurde er 37. und 1973 13. der Gesamtwertung.